# Ziziphus guatemalensis
Ziziphus guatemalensis är en brakvedsväxtart som beskrevs av William Botting Hemsley. Ziziphus guatemalensis ingår i släktet Ziziphus och familjen brakvedsväxter. Inga underarter finns listade i Catalogue of Life.